# Ilham Tohti
Ilham Tohti (ujgursky: ئىلھام توختى; čínsky: 伊力哈木-土赫提, narozen 25. října 1969) je prominentní ujgurský ekonom, který je mezi ujgurskými intelektuály vnímán jako umírněný zastánce autonomie. V roce 2014 byl zatčen a odsouzen čínským režimem na doživotí za podněcování k separatismu.
Provozoval webové stránky Uyghur Online, založené v roce 2006, které se zabývají ujgurskou problematikou. Roku 2008 čínská vláda stránky zavřela a Tohti byl krátce po nepokojích v Urumči v červenci 2009 zadržen a obviněn z podněcování. Po mezinárodním tlaku a protestech byl Tohti 23. srpna 2009 propuštěn, ale v následujících letech byl několikrát v domácím vězení. V lednu 2014 byl znovu zatčen a po dvoudenním soudním procesu uvězněn na doživotí.
Za svou odvážnou obhajobu práv Ujgurů získal cenu PEN/Barbara Goldsmith Freedom to Write Award (2014), Martin Ennals Award for human rights (2016), Weimar Human Rights Prize (2017), Liberal International’s Prize for Freedom (2017), Cenu Václava Havla za lidská práva (2019) a Sacharovovu cenu za svobodu myšlení (2019). Ilham Tohti je považován za umírněného a věří, že Sin-ťiang by měl získat autonomii podle demokratických principů.

## Život a kariéra
Ilham Tohti se narodil 25. října 1969 ve městě Artux v kyrgyzské prefektuře Ujgurské autonomní oblasti Sin-ťiang v Číně. Vystudoval Northeast Normal University v Changchunu a postgraduálně Ekonomickou školu na tehdejší Ústřední univerzitě národností (nyní Minzu University of China, MUC) v Pekingu, kde působil jako profesor ekonomie a několik let se zabýval sociálním postavením Ujgurů v Sin-ťiangu. Je hlasitým zastáncem zavedení zákonů o regionální autonomii v Číně a jako ekonom se stal známým svým výzkumem ujgursko-chanských vztahů.
V roce 2006 Tohti založil webové stránky s názvem Uyghur Online, které publikovaly články v čínštině a ujgurštině o sociálních otázkách. V polovině roku 2008 úřady stránky zrušily a obvinily Tohtiho z vytváření vazeb na extremisty v ujgurské diaspoře. V rozhovoru pro Rádio Svobodná Asie v březnu 2009 Tohti kritizoval politiku čínské vlády, která podporuje stěhování čínských pracovníků do Ujgurské autonomní oblasti Sin-ťiang a vytváří sociální nerovnost Ujgurů, a fenomén mladých ujgurských žen, které se stěhují za prací do východní Číny. Kromě toho kritizoval guvernéra Sin-ťiangské ujgurské provincie Nura Bekriho, který 6. července prohlásil, že Ujghur Online šířil fámy, které přispěly k nepokojům, za to, že "vždy zdůrazňuje stabilitu a bezpečnost Sin-ťiangu", místo aby se "staral o Ujgury", a vyzval k přísnějšímu výkladu čínského zákona o regionální etnické autonomii z roku 1984. Téhož měsíce byl Tohti zadržen úřady, obviněn ze separatismu a vyslýchán. Zastala se ho řada mezinárodních organizací, včetně PEN American center, AI nebo RSF a nakonec byl na nátlak Obamovy vlády v USA propuštěn.
Uvedl, že po propuštění ho varovali před kritikou postupu vlády při potlačení nepokojů v Urumči, hrozili novým zatčením odsouzením k trestu smrti a zabránili jemu a jeho rodině opustit Peking. Jeho telefony a e-mail byly opakovaně odpojeny, stránky Uyghur Online napadeny hackery, byl pod stálou kontrolou tajné policie.
Tohti v rozhovoru pro DW v roce 2009 po nepokojích v Urumči, kde podle vládních údajů zahynulo až 150 lidí, prohlásil: "Mezi Chanskými Číňany a Ujgury vždy existovalo napětí. Nikdy však nevedlo k vzájemné nenávisti. Domnívám se, že důvěra mezi ujgurskou menšinou a chanskými Číňany je nyní zničena. Také si myslím, že se utváří etnická nenávist. Pokud Peking nedokáže dostat situaci pod kontrolu a bude se nadále chovat jako koloniální mocnost, budeme i nadále svědky tragédií, jako je tato."
V lednu 2014 čínské úřady Tohtiho znovu zadržely a z jeho domu odvezly počítače. Byl internován ve vazebním středisku v Ujgurské autonomní oblasti Sin-ťiang.
Po dvoudenním slyšení před lidovým soudem v Urumči v září 2014 byl Tohti shledán vinným ze "separatismu", odsouzen k doživotnímu vězení a bylo nařízeno zabavení veškerého majetku. Amnesty International tvrdila, že jeho právnímu týmu nebyly nikdy předloženy důkazy a navíc mu byl po dobu šesti měsíců odepřen přístup k jeho klientovi, a odsoudila soudní proces jako "urážku spravedlnosti". Podle jeho právníků mu bylo 10 dní odpíráno jídlo a více než 20 dní měl spoutané nohy. Některé důkazy proti Ilhamu Tohtimu pocházejí z výpovědí sedmi bývalých studentů, kteří byli zatčeni spolu s ním. Existují pádné důvody domnívat se, že studenti poskytli své výpovědi pod nátlakem. V prosinci 2014 byli odsouzeni ke třem až osmi letům odnětí svobody na základě stejných obvinění jako Ilham Tohti.
Jeho uvěznění kritizovala roku 2016 otevřeným dopisem mezinárodní akademická obec, Mezinárodní PEN klub i řada lidskoprávních organizací po celém světě. Nicholas Bequelin, ředitel Amnesty International pro východní Asii, prohlásil: "Ilham Tohti je vězněm svědomí, který je krutě trestán za to, že pokojně napadá politiku čínské vlády vůči etnickým menšinám."  Rozsudek kritizoval i Ministr zahraničí Spojených států John Kerry. V roce 2021 Čína odmítla žádost skupiny velvyslanců zemí Evropské unie o návštěvu Ilhama Tohtiho, přičemž čínské úřady jako důvod, proč se s ním nemohli setkat, uvedly jeho status odsouzeného.

### Mezinárodní uznání

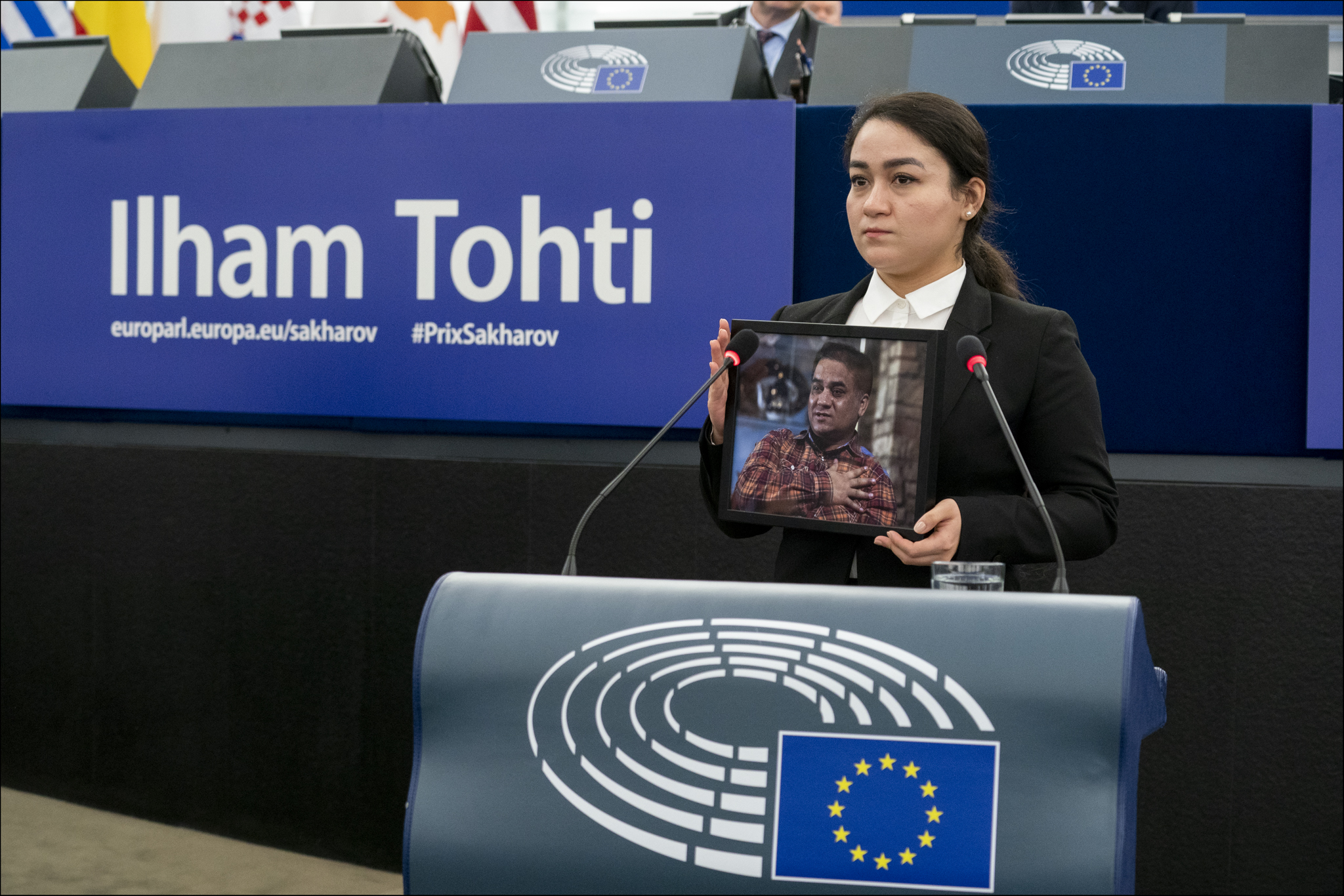
Jewher Ilham, dcera Ilhama Tohti, převzala jeho jménem Sacharovovu cenu

1. dubna 2014 byla Tohtimu udělena cena PEN/Barbary Goldsmith Freedom to Write Award, americká cena za lidská práva, která se uděluje spisovatelům z celého světa bojujícím za svobodu projevu. Podle prohlášení PEN klubu byl Ilham "dlouhodobě pronásledován čínskými úřady za své vyhraněné názory na práva čínské muslimské ujgurské menšiny. Ilham reprezentuje novou generaci ohrožených spisovatelů, kteří využívají web a sociální média k boji proti útlaku a vysílají k zainteresovaným stranám po celém světě. Doufáme, že tato pocta pomůže probudit čínské úřady k uvědomění si páchaného bezpráví a povzbudí celosvětovou kampaň požadující Ilhamovu svobodu. Čínské ministerstvo zahraničí vyjádřilo nad oceněním Tohtiho hněv a uvedlo, že je podezřelý ze zločinu.
V září 2016 byl nominován na Sacharovovu cenu za svobodu myšlení a následující měsíc byl vyhlášen vítězem Ceny Martina Ennalse pro obránce lidských práv. Nadace Martina Ennalse ocenila Tohtiho za to, že se dvě desetiletí snaží "podporovat dialog a porozumění" mezi chanskou čínskou většinou a příslušníky převážně muslimských Ujgurů v Sin-ťiangu. "Odmítal separatismus a násilí a usiloval o usmíření založené na respektu k ujgurské kultuře, která byla vystavena náboženskému, kulturnímu a politickému útlaku."
V září 2019 Rada Evropy společně s Iniciativou mládeže za lidská práva udělila Ilhamu Tohtimu Cenu Václava Havla za rok 2019, kterou jeho jménem převzal Enver Can z Iniciativy Ilhama Tohtiho. V říjnu 2019 udělil Evropský parlament Ilhamu Tohtimu Sacharovovu cenu za svobodu myšlení a udělení ceny zdůvodnil takto: "Tohti zasvětil svůj život obhajobě práv ujgurské menšiny v Číně. Přestože byl hlasatelem umírněnosti a smíření, byl v roce 2014 po demonstrativním procesu odsouzen k doživotnímu vězení. Udělením této ceny důrazně vyzýváme čínskou vládu, aby Tohtiho propustila, a vyzýváme k dodržování práv menšin v Číně (- David Sassoli, předseda Evropského parlamentu).
V prosinci 2019 převzala Sacharovovu cenu a 50 000 eur Tohtiho jménem jeho dcera Jewher Ilham, která prohlásila: "Jsem vděčná za možnost vyprávět jeho příběh, protože on sám ho vyprávět nemůže. Abych byla upřímná, nevím, kde můj otec je. Naposledy o něm moje rodina dostala zprávu v roce 2017".
Podle vydání The Muslim 500 z roku 2021 byl jmenován Mužem roku v žebříčku 500 nejvlivnějších muslimů světa.